# 白知憲
白知憲（： Baek Ji-heon，2003年4月17日—），是一名韩国女艺人。现为Pledis娱乐旗下女子音乐组合fromis_9成员之一，在队内担任副唱及忙内，代表色为粉紫。出生于韩国全罗南道宝城郡筏桥邑秋洞里。韩国音乐著作权协会登记编号为10018596。

## 演艺生涯
- 2017年参加CJ E&M策划的选秀节目《偶像学校》最后以第8名毕业，成为fromis_9一员。
- 2021年4月17日開始於官方YouTube頻道上傳"HoneY_log"的vlog。[2]
- 2022年2月24日，經紀公司告知粉絲，知憲因焦慮症需暫停活動休養。於4月18日經紀公司告知粉絲，知憲將於4月22日開始恢復部分行程。[3][4]
- 2025年参与朴宰正的单曲Your Song的MV，饰演女主一角。

## 音樂作品
- 〈Up And〉（from our Memento Box）作詞。發表日期：2022年6月27日。

## 外部連結
- 白知憲的Instagram帳戶